# الراديو في البحرين
استخدام أجهزة الراديو في البحرين تمتد بقدر ما يعود إلى عام 1955 عندما بدأت أول خدمة بث إذاعي باللغة العربية. بحلول عام 1980 وصل عدد ساعات بث الإذاعة إلى 14 ساعة في اليوم. أنشئت أول محطة إذاعية باللغة الإنجليزية في البلاد في وقت لاحق في عام 1977 نتيجة للزيادة في المتحدثين باللغة الإنجليزية في البحرين ومنطقة الخليج العربي. كانت برامج الإذاعة في المقام الأول دينية والتعليمية مع إعلانات ونشرة أخبار في بعض الأحيان.
تقريبا كل محطات الإذاعة في البحرين مملوكة للدولة وتدار من قبل هيئة إذاعة وتلفزيون البحرين على الرغم من وجود محطات إذاعية مملوكة للقطاع الخاص مثل فويس إف إم باللغة الهندية التي تخدم الجالية الهندية في البلاد التي تعمل في البلاد.

## قائمة
- 93.3 إف إم: بحرين إف إم (باللغة العربية).
- 95.0 إف إم: البحرين الشعبية (أغاني بحرينية قديمة).
- 96.5 إف إم: راديو بحرين (باللغة الإنجليزية).
- 96.9 إف إم: البحرين الكلاسيكية (أغاني عربية غير بحرينية قديمة).
- 98.4 إف إم: راديو شباب (موسيقى عصرية باللغة العربية).
- 102.3 إف إم: راديو بحرين (باللغة العربية).
- 104.2 إف إم: يور إف إم (باللغتين الهندية والمالايالامية).
- 106.1 إف إم: إذاعة القرآن الكريم البحرين (دينية).